# 孙寿屏墓
孙寿屏墓，位于中国广东省中山市南朗镇翠亨村犁头山，为孙中山的长兄孙眉的墓地，建于1933年。2000年11月,列入中山市文物保护单位。2010年5月，列入广东省文物保护单位。